# جواو ماريو نيتو
جواو ماريو نيتو (مواليد 3 يناير 2000) هو لاعب كرة قدم برتغالي يلعب كظهير أيمن أو جناح مع نادي يوفنتوس في الدوري الإيطالي ويلعب أيضاً مع منتخب البرتغال لكرة القدم.

## مع نادي بورتو
ولد في ساو جواو دا ماديرا، بدأ جواو ماريو اللعب في نادي مدينته أيه دي سانجوانينز، قبل أن يلتحق بصفوف نادي بورتو في سن التاسعة. في 7 أكتوبر 2018، ظهر لأول مرة مع فريق بورتو ب، في مباراة ضد نادي أروكا ضمن ليغا برو 2018-19، حيث لعب في آخر اثنتا عشر دقيقة قبل خسارة الفريق 1-0. في 5 يناير التالي، سجّل هدفه الأول في مرمى نادي بنيفكيا ب في استاد دكتور خورخي سامبايو في مباراة انتهت بالتعادل 2-2
في 10 حزيران 2020، استدعي جواو للانضمام لصفوف فريق بورتو الأول، وبقي غير مستخدماً إلى أن فازوا على أرضهم 1-0 على نادي ماريتيمو. ظهر لأول مرة في 15 تموز، عندما فاز بورتو بلقب الدوري البرتغالي الممتاز بعد فوزه على سبورتينغ لشبونة 2-0، حيث لعب آخر خمس دقائق مكان لويس فرناندو دياز؛ في 1 آب\أغسطس، كان على مقعد البدلاء عندما فاز فريقه على نادي بنفيكا 2-1 في كأس البرتغال.

## روابط خارجية
- جواو ماريو نيتو على موقع الاتحاد الأوربي (الإنجليزية)
- جواو ماريو نيتو على موقع قاعدة بيانات كرة القدم.إي يو (الإنجليزية)
- جواو ماريو نيتو على موقع ناشيونال فوتبول تيمز (الإنجليزية)
- جواو ماريو نيتو على موقع Soccerway.com (الإنجليزية)
- جواو ماريو نيتو على موقع عالم كرة القدم.نت (الإنجليزية)